# Guillermo Stábile
Guillermo Antonio Stábile (Buenos Aires, 17 de enero de 1906-Buenos Aires, 26 de diciembre de 1966) fue un futbolista y director técnico argentino. Es conocido internacionalmente por ser el primer goleador en la historia de la Copa Mundial de Fútbol, al convertir 8 tantos en 4 partidos de la Copa Mundial de Fútbol de 1930. Aunque no fue partícipe del debut con Argentina, entró en el segundo partido, como reemplazante de Roberto Cherro. Luego de los 8 goles que marcó, nunca más volvió a convertir con su selección.
Fue entrenador de la albiceleste en 2 períodos: el primero fue entre 1939 y 1958, mientras que el segundo ocurrió entre 1960 y 1961. Entre ambos períodos logró un récord de siete títulos oficiales (6 Copas América y un Campeonato Panamericano), más que ningún otro entrenador en el mundo con una selección mayor.

## Trayectoria
Jugó en el Club Atlético Huracán, donde disputó 128 partidos y marcó 100 goles, entre las temporadas de 1924 y 1930, emigrando luego al Génova (1930-1935), al Napoli (1935-1936) y el Estrella Roja de París (1936-1939).
Aun antes de su retiro, Stábile comenzó su carrera de director técnico en el Estrella Roja, y en su vuelta a Argentina, dirigió a Huracán, el club de sus inicios como futbolista, entre 1939 y 1940, obteniendo el subcampeonato en el primer año, volviéndolo a entrenar en 1943 y 1949. Pasó por San Lorenzo, Estudiantes de La Plata, Ferro y Racing, donde obtuvo el tricampeonato en los años 1949, 1950 y 1951 durante sus 9 años de estancia en el club de Avellaneda. Dirigió la selección argentina durante 20 años ininterrumpidos, entre 1940 y 1960, con un total de 127 partidos. Así, es uno de los pocos entrenadores en la historia que hayan dirigido más de 100 partidos internacionales, los cuales no superan la decena.
Obtuvo la Copa América como entrenador en seis oportunidades: 1941, 1945, 1946, 1947, 1955 y 1957. Conquistó también el Campeonato Panamericano de 1960. Los siete campeonatos lo llevan a ser el entrenador con más palmarés en la historia de la selección argentina, además mantener hasta la actualidad el récord de ser el técnico con más consagraciones en una selección mayor.
En 1957 participó de la película Fantoche, protagonizada por Luis Sandrini, trabajando como él mismo.

### Participaciones en Copas del Mundo
| Mundial              | Sede    | Resultado  | Partidos | Goles |
| -------------------- | ------- | ---------- | -------- | ----- |
| Copa Mundial de 1930 | Uruguay | Subcampeón | 4        | 8     |

## Clubes

### Como futbolista

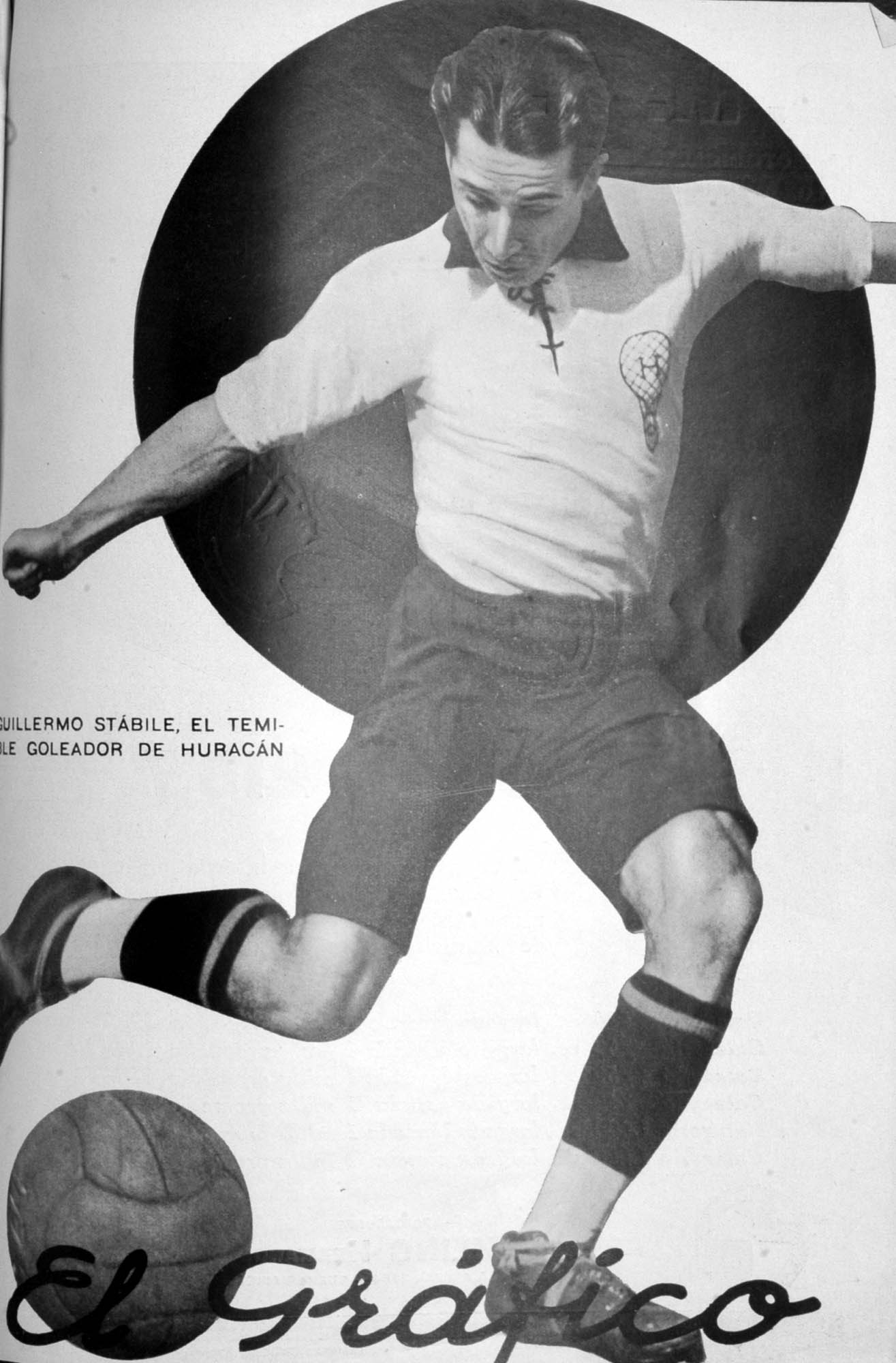
Stábile con la camiseta de Huracán, 1930 en la tapa de la Revista El Gráfico.

| Club                | País      | Año       | Partidos | Goles |
| ------------------- | --------- | --------- | -------- | ----- |
| Huracán             | Argentina | 1920-1930 | 119      | 102   |
| Genoa               | Italia    | 1930-1935 | 62       | 19    |
| Napoli              | Italia    | 1935-1936 | 20       | 3     |
| Red Star Saint-Ouen | Francia   | 1936-1939 | 66       | 88    |

### Como entrenador
| Club                    | País      | Año       |
| ----------------------- | --------- | --------- |
| Red Star Saint-Ouen     | Francia   | 1937-1939 |
| Huracán                 | Argentina | 1939/1943 |
| San Lorenzo             | Argentina | 1940      |
| Estudiantes de La Plata | Argentina | 1941-1942 |
| Ferro Carril Oeste      | Argentina | 1944      |
| Racing Club             | Argentina | 1945-1954 |
| Selección Argentina     | Argentina | 1941-1959 |
| Selección Argentina     | Argentina | 1960-1961 |

## Palmarés

### Como jugador

#### Campeonatos nacionales
| N.º | Título                    | Club                | País      | Año  |
| --- | ------------------------- | ------------------- | --------- | ---- |
| 1   | Primera División          | Huracán             | Argentina | 1925 |
| 2   | Copa Dr. Carlos Ibarguren | Huracán             | Argentina | 1925 |
| 3   | Primera División          | Huracán             | Argentina | 1928 |
| 4   | Segunda División          | Red Star Saint-Ouen | Francia   | 1939 |

### Como entrenador

#### Campeonatos nacionales
| N.º | Título                        | Club (*)    | País      | Año  |
| --- | ----------------------------- | ----------- | --------- | ---- |
| 1   | Copa Adrián C. Escobar        | Huracán     | Argentina | 1942 |
| 2   | Copa de Competencia Británica | Huracán     | Argentina | 1944 |
| 3   | Copa de Competencia Británica | Racing Club | Argentina | 1945 |
| 4   | Primera División              | Racing Club | Argentina | 1949 |
| 5   | Primera División              | Racing Club | Argentina | 1950 |
| 6   | Primera División              | Racing Club | Argentina | 1951 |

#### Copas internacionales
| N.º | Título                      | Club                | Sede       | Año  |
| --- | --------------------------- | ------------------- | ---------- | ---- |
| 1   | Copa América                | Selección Argentina | Chile      | 1941 |
| 2   | Copa América                | Selección Argentina | Chile      | 1945 |
| 3   | Copa América                | Selección Argentina | Argentina  | 1946 |
| 4   | Copa América                | Selección Argentina | Ecuador    | 1947 |
| 5   | Oro en Juegos Panamericanos | Selección Argentina | Argentina  | 1951 |
| 6   | Copa América                | Selección Argentina | Chile      | 1955 |
| 7   | Oro en Juegos Panamericanos | Selección Argentina | México     | 1955 |
| 8   | Copa América                | Selección Argentina | Perú       | 1957 |
| 9   | Campeonato Panamericano     | Selección Argentina | Costa Rica | 1960 |

### Distinciones individuales
| Distinción                                                                                                  | Año            |
| --- | -------------- |
| Máximo goleador de la Copa Mundial de Fútbol                                                                | 1930           |
| Primer director técnico tricampeón de la Primera División Argentina en el profesionalismo, con Racing Club. | 1949-1950-1951 |
| Director técnico más ganador de Racing Club en el profesionalismo, con 4 títulos.                           | -              |
| Director técnico con mayor período de tiempo en Racing Club en la historia.                                 | -              |
| Director técnico con más partidos dirigidos en la historia de la Selección Argentina (116).                 | -              |
| Director técnico más ganador de la historia de la Selección Argentina, con 7 títulos.                       | -              |
| Director técnico con más partidos dirigidos en la historia de la Copa América (44).                         | -              |
| Director técnico con más títulos de Copa América (6).                                                       | -              |

## Filmografía

### Cine
| 1948 | Pelota de trapo | Él Mismo |
| 1957 | Fantoche        | Él Mismo |

## Fallecimiento
El 26 de diciembre de 1966 sufrió un paro cardiorrespiratorio mientras estaba en su casa en la por entonces avenida del Trabajo (actualmente avenida Eva Perón) al 1235 (en el sur de Buenos Aires, Bajo Flores), que acabó con su vida. El 3 de enero de 1967 se hizo un funeral en su memoria. Su cuerpo descansa en el Cementerio de la Chacarita.